# Barbara Dürer
Pour les articles homonymes, voir Dürer.
Barbara Dürer, née en 1452 et morte le 16 mai 1514 à Nuremberg, est la mère du graveur et peintre Albrecht Dürer.

## Biographie
Barbara Holper est la fille de Hieronymus Holper, un orfèvre de Nuremberg. Le 8 juin 1467, elle épouse Albrecht Dürer (appelé plus tard « l'Ancien »), un élève de son père, originaire de Hongrie, qui demeure depuis plus de dix ans à Nuremberg et est compagnon en apprentissage dans l'atelier de Hieronymus depuis six ans. Albrecht parvient à ouvrir son propre atelier dans la propriété du juriste et avocat Johannes Pirckheimer. Mariée à 15 ans à Albrecht qui en a 40, elle a avec lui dix-huit enfants dont seuls trois survivront. L'aîné, né le 21 mai 1471, est baptisé du nom de son père, Albrecht. Les deux cadets sont Endres, né en 1484, et Hans, né en 1490.
Albrecht fils décrit sa mère comme une femme pieuse, paroissienne assidue à l'église, qui éduque ses enfants « avec zèle » et les punit fréquemment. Affaiblie par ses nombreuses grossesses, elle est souvent souffrante.
C'est probablement avant son départ pour son voyage de compagnon dans la région du Rhin supérieur qu'Albrecht fils réalise un diptyque qui représente ses parents. Il s'agit de l'un des deux portraits connus de Barbara Dürer.

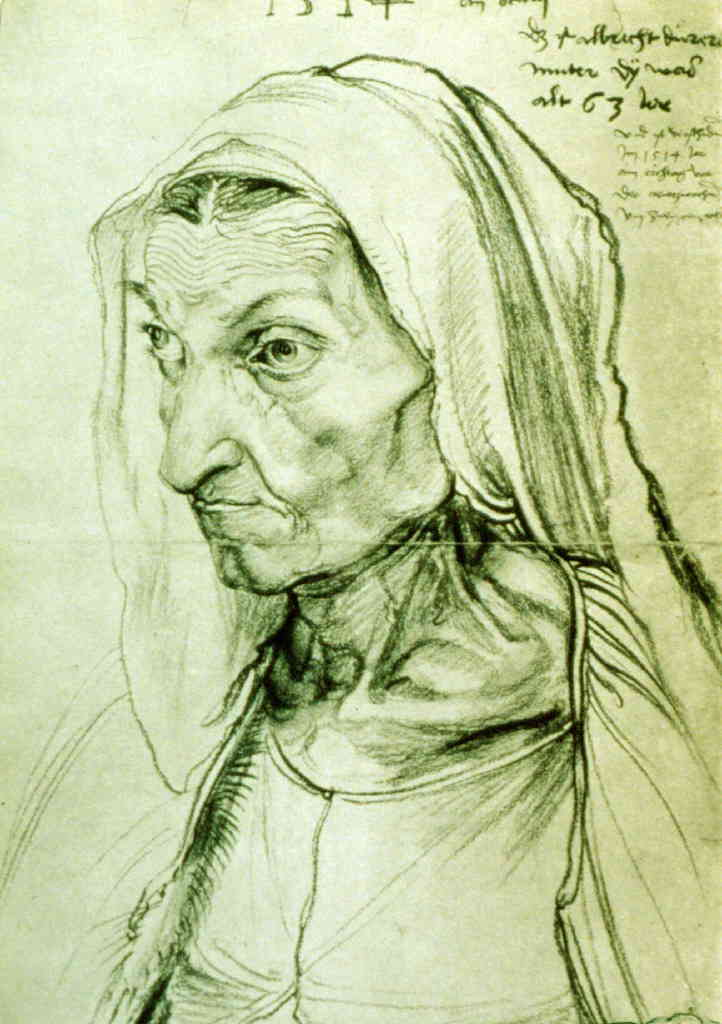
Portrait de la mère à l'agonie (Porträt der todkranken Mutter), dessiné par Dürer en 1514.

Albrecht père meurt en 1502, alors qu'Albrecht fils construit son atelier. Barbara aide alors son fils et Agnes Dürer qu'il a épousée, à vendre ses gravures sur les marchés et les foires. En 1504, alors qu'elle connaît la pauvreté, elle emménage dans une chambre de la maison de son fils où elle passe la plus grande partie de son temps à prier. À partir de 1505, Dürer demande à sa mère de s'occuper du commerce à Nuremberg et à sa femme, des foires internationales, organisation qui se révèle efficace et fructueuse. 
Au carême de 1513, Dürer est obligé de faire forcer la porte pour accéder à sa chambre où elle est tombée gravement malade, et l'installe dans la pièce la plus confortable de la maison. La maladie dure un an avant qu'elle ne s'éteigne dans la nuit du 16 au 17 mai 1514. Dans sa chronique familiale, Dürer écrit :

« Ma pieuse mère a souvent souffert de maladie pestilentielle et de beaucoup d'autres grands maux, elle a subi la pauvreté, les quolibets, le mépris, les sarcasmes et autres adversités, mais elle n'en est pour autant jamais devenue rancunière. Et dans la mort, elle paraissait encore plus douce qu'alors qu'il lui restait un souffle de vie. »

— Antonius Lux
Dürer réalise d'elle un portrait au fusain, à la septuagésime 1514 soit environ deux mois avant qu'elle ne meure. Il s'agit du plus ancien portrait réaliste d'une personne mourante. La représentation de la déchéance d'une beauté passée, plus tard coutumière des vanités du XVIIe siècle, était inhabituelle au temps d'Albrecht Dürer.